# لاله کریمووا-تیلیایوا
 لاله کریمووا-تیلیایوا (زاده ۳ آوریل ۱۹۷۸ دیپلمات و بازرگان ازبک است. او دختر کوچکتر اسلام کریمف رئیس‌جمهور ازبکستان و همسر دومش تاتیانا کریموا است.
او از ژانویه ۲۰۰۸ تا ژانویه ۲۰۱۸ نماینده دائم ازبکستان در سازمان آموزشی، علمی و فرهنگی ملل متحد (یونسکو) بود.
لاله با بازرگانی به نام تیمور تیلیایف ازدواج کرده و دو فرزند دختر به نام‌های مریم و صفیه و یک پسر به نام عُمَر دارد.
به گزارش بی‌بی‌سی او و همسرش در فهرست ثروتمندترین شهروندان سوئیس قرار دارند.
وی هر گونه ارتباط کاری و خانوادگی با خواهرش (گلناره کریموا) به خاطر کنش‌های وی و کشورش به عنوان یکی از بدترین دیکتاتوری‌های جهان را رد می‌کند. او به دلیل موفق نشدن در پیگیری قانونی یک نشریه اینترنتی فرانسوی که در سال ۲۰۱۱ او را «دختر دیکتاتور» خوانده بود، شهرت بدی پیدا کرده‌است.